# Josef Wirmer

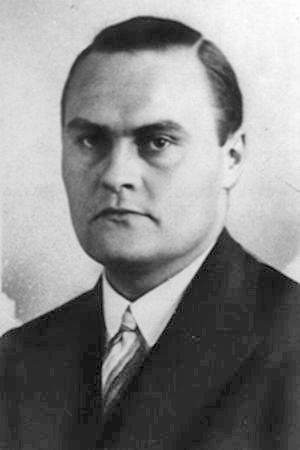
Josef Wirmer.

Josef Wirmer, född 19 mars 1901 i Paderborn, död 8 september 1944 i Berlin-Plötzensee, var en tysk jurist och motståndare till Adolf Hitler. Efter 20 juli-attentatet mot Hitler 1944 greps Wirmer och dömdes till döden av Volksgerichtshof. Wirmer skulle ha blivit justitieminister, om attentatet hade lyckats.